# Araneus depressatulus
Araneus depressatulus är en spindelart som först beskrevs av Roewer 1942.  Araneus depressatulus ingår i släktet Araneus och familjen hjulspindlar. Inga underarter finns listade i Catalogue of Life.